# Rosaura Revueltas
Rosaura Revueltas Sánchez (Lerdo, Durango, 6 d'agost de 1910 — Cuernavaca, Morelos, 30 d'abril de 1996) va ser una actriu de cinema i teatre, ballarina i escriptora mexicana. Recordada pel seu impactant rol en la pel·lícula Salt of the Earth (1954).

## Biografia i carrera professional
Van ser els seus pares José Revueltas Gutiérrez i Romana Sánchez Arias. La família es mantenia gràcies a un comerç d'abarrotes i llavors propietat del pare. Tenia 11 germans i germanes, 2 dels quals van morir de nens. Van destacar els seus germans Silvestre, José i Fermín, músic, escriptor i pintor, respectivament; Emilia va ser una gran pianista que va deixar la música pel seu matrimoni amb Julio Castellanos, i Consuelo, pintora naive que va començar a pintar als 60 anys i va arribar a exposar al Palacio de Bellas Artes.
La família es va mudar a la Ciutat de Mèxic en 1921. Rosaura i diversos dels seus germans van assistir al Col·legi Humboldt, considerat el millor de l'època, on va aprendre alemany i anglès. Després de casar-se amb el ciutadà alemany Frederick Bodenstedt i tenir un fill, Arturo, Rosaura incursionó en dansa, i va passar a integrar després una companyia de dansa folklòrica. Després va incursionar a l'actuació i va començar a participar en petits papers en cinema.
En dansa va debutar públicament a Carmen, a Bellas Artes (1945), i després va participar en la companyia d'Arte Folklórico Baile Español de María Antinea (1945), a La doma de la fiera, dirigida per Seki Sano i amb coreografia de Waldeen Falkenstein, i a Tres estampas de vida (1949), a Preludio y fuga, amb coreografia de Waldeen Falkenstein (1952); el 1954 va formar un grup que es va presentar en la celebració del 1r de Maig a Moscou en 1954, on la van reconèixer com la protagonista de Salt of the Earth. En 1958, després de negatives de participar en cinema, va debutar com a segona tiple en al Teatro Iris.
En 1949 va obtenir el seu primer paper cinematogràfic a Pancho Villa vuelve. La seguiren Un día de vida, pel que va guanyar un Premi Cuauhtémoc, i a Islas Marías, amb Pedro Infante (1950); Muchachas de uniforme (1951), El rebozo de Soledad, pl que va guanyar un Premi Ariel; Cuarto cerrado, La antorcha i Sombrero (1952). A Alemanya va filmar per la televisió una sèrie anomenada Sonrisas de México.
El 1949 va fer la seva primera obra de teatre La desconocida de Arrás, dirigida per Charles Rooner (1946), després va actuar a El cuadrante de la soledad (1950) (escrita pel seu germà José, dirigida per Ignacio Retes i amb escenografia de Diego Rivera), i Un alfiler en los ojos (Seki Sano, 1952). A Alemanya va actuar a La hija adoptiva (1956), a Der kaukasische Kreidekreis, de Bertolt Brecht, i a Sandhog, a Dresde (1957). De tornada a Mèxic, va participar en El seminarista de los ojos negros (1958). Finalment al seu pas per Cuba protagonitzà novament El círculo de tiza caucasiano, en 1961.
En 1954, va acceptar el paper d'Esperanza Quintero a Salt of the Earth), del director Herbert J. Biberman. Es trobava als Estats Units en plena Guerra Freda i mccarthisme, i Howard Hughes va denunciar al director i a gran part de l'elenc com a comunistes. Així va ser com Rosaura va passar a formar part de la llista negra de Hollywood, igual que el film. Va ser empresonada i deportada amb la finalitat de detenir la filmació, però finalment aquesta es va aconseguir acabar i la pel·lícula va fer la volta al món. El 1956, a l'Académie du Cinéma (premis Étoile de cristall) de París i al Festival Internacional de Cinema de Karlovy Vary, a Txecoslovàquia (ara República Txeca), li van atorgar un Premi a la Millor Actriu.
En una presentació del film a la República Democràtica Alemanya en 1957, va ser convidada a integrar-se a la companyia Berliner Ensemble, de Bertolt Brecht, fins a 1958. Ha estat l'única mexicana que ha treballat en aquesta companyia teatral tan prestigiosa. En 1960 va ser convidada a Cuba a fer classes d'actuació i a participar en obres de Brecht. Quan va ocórrer la invasió de Playa Girón, Rosaura va participar activament.
Els intents per tornar al cinema a Mèxic van ser en va, perquè estava vetada per la indústria cinematogràfica a causa de la seva participació prèvia a Salt of the Earth.
En 1976, va tornar a participar amb rols petits en les pel·lícules Lo mejor de Teresa (1976); Balún Canán (1976) y Mina, viento de libertad (1977).
El 1979 va publicar el llibre Los Revueltas: Biografía de una familia. Després va publicar una compilació de les memòries del seu germà Silvestre Revueltas, Silvestre, por él mismo. Posteriorment Posteriorment va participar com a jurat en festivals de cinema a Berlín i Barcelona.
Els últims anys de la seva vida els va dedicar a l'ensenyament de la dansa i el ioga. En 1995 se li va diagnosticar càncer de pulmó, i va morir el 30 d'abril de 1996 en la seva llar a Cuernavaca, Morelos, als 85 anys d'edat. Li sobreviuen els seus nets.
L'actriu espanyola Ángela Molina va encarnar a Rosaura Revueltas en la pel·lícula Punto de mira (One of the Hollywood Ten) (Karl Francis, 2001).